# Токро чорнолобий
Токро чорнолобий (Odontophorus atrifrons) — вид куроподібних птахів родини токрових (Odontophoridae).

## Поширення
Вид поширений в горах північного сходу Колумбії та сусідніх районах Венесуели. Природним середовищем існування є субтропічний або тропічний вологий гірський ліс .

## Опис
Тіло завдовжки 28,5-30 см, середня вага 305 г. На голові є червонувато-коричнева корона і невеликий гребінь; лоб, щоки, шия і горло чорні; очне кільце сірого кольору; каштанова спина з сірими та чорними смугами, а каштанові крила з чорними смугами та бежевими плямами. Нижня сторона сірувато-коричнева з дрібними коричневими та сірими смугами, а центр грудей та живота з білуватими відтінками та темними та білими плямами.

## Підвиди
- Odontophorus atrifrons atrifrons Allen, 1900 — гори Сьєрра-Невада-де-Санта-Марта на північному сході Колумбії;
- Odontophorus atrifrons variegatus Todd, 1919 — на півночі Східних Анд Колумбії;
- Odontophorus atrifrons navai Aveledo e Pons, 1952 — гори Сьєрра-де-Періха на межі Колумбії та Венесуели.